# Saussurea mongolica
Saussurea mongolica là một loài thực vật có hoa trong họ Cúc. Loài này được (Franch.) Franch. miêu tả khoa học đầu tiên năm 1897.